# Салтара
Салтара (итал. Saltara) је насеље у Италији у округу Пезаро и Урбино, региону Марке.
Према процени из 2011. у насељу је живело 761 становника. Насеље се налази на надморској висини од 136 м.

## Становништво
| 1931. | 1936. | 1951. | 1961. | 1971. | 1981. | 1991. | 2001. | 2011. |
| ----- | ----- | ----- | ----- | ----- | ----- | ----- | ----- | ----- |
| 2.186 | 2.205 | 2.256 | 2.433 | 3.144 | 4.150 | 4.754 | 5.101 | 6.772 |